# Austrolfersia struthionis
Austrolfersia struthionis  (лат.) — вид мух из семейства кровососки (Hippoboscidae), единственный представитель рода Austrolfersia. Эндемик Австралии (штат Квинсленд). Паразитируют на сумчатых (Diprotodontia), например, на Thylogale stigmatica (мелкие кенгуру из рода филандеры) и на мускусной кенгуровой крысе (Hypsiprymnodon moschatus).